# Danafungia horrida
Danafungia horrida es una especie de coral perteneciente a la familia Fungiidae.

## Galería de imágenes

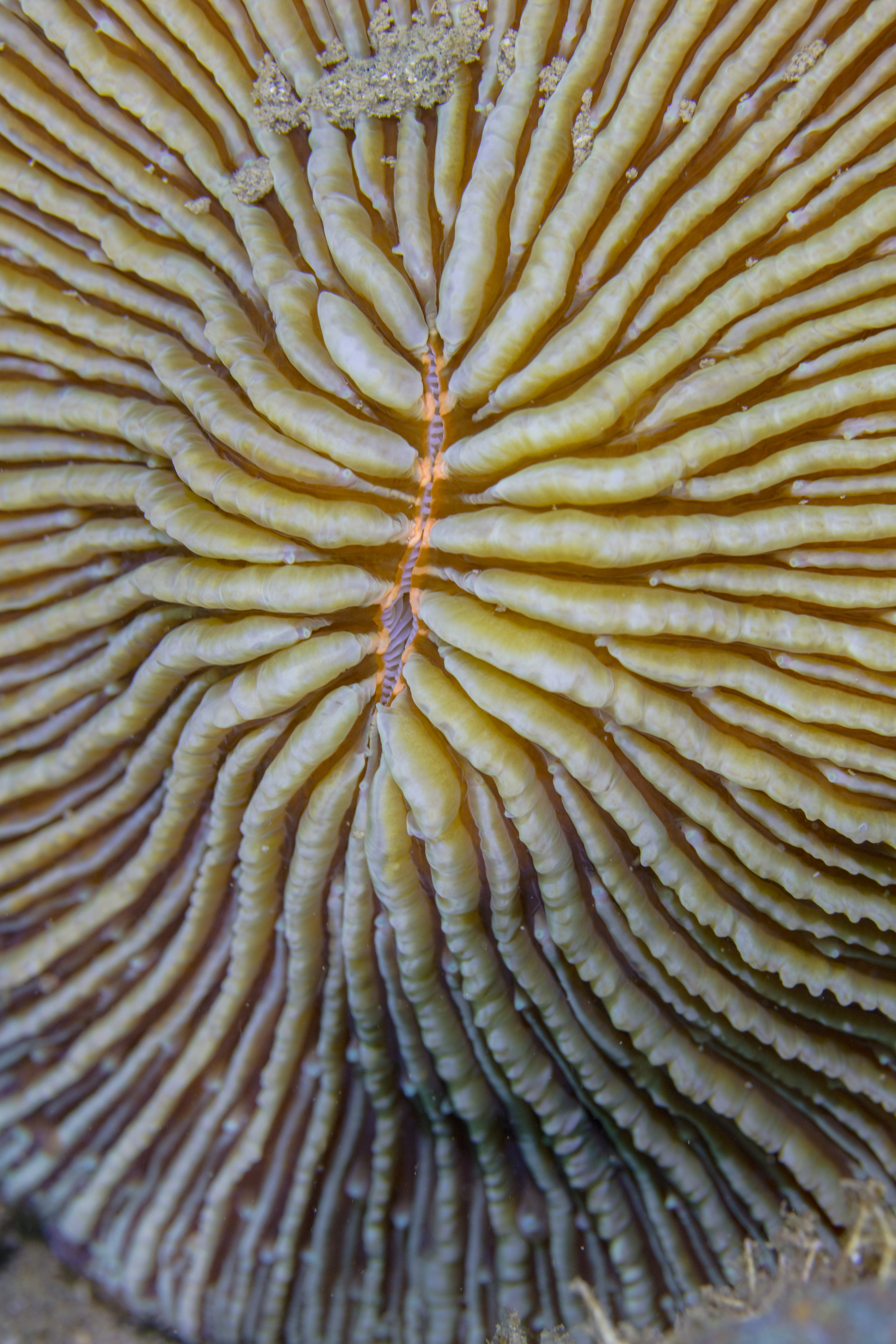
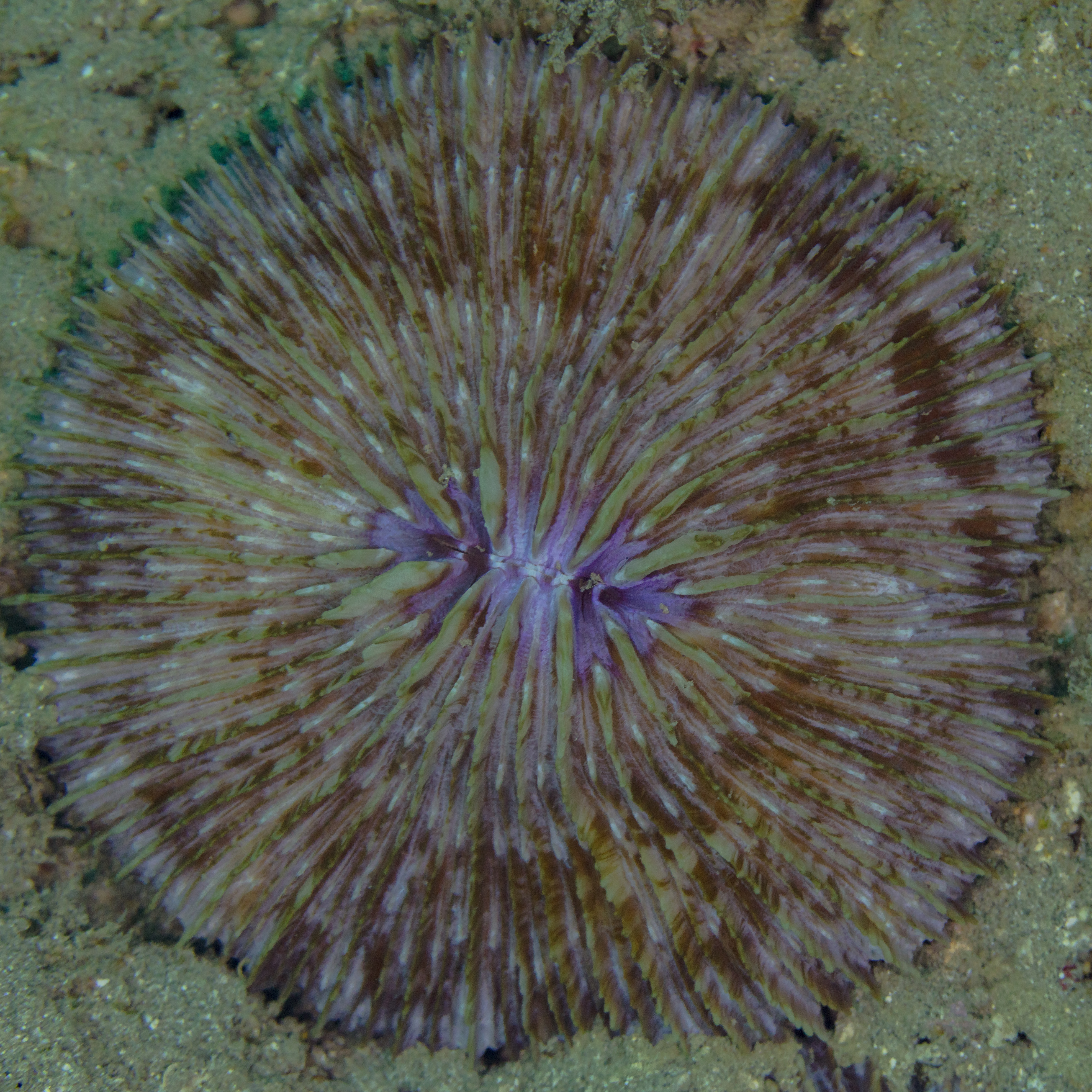
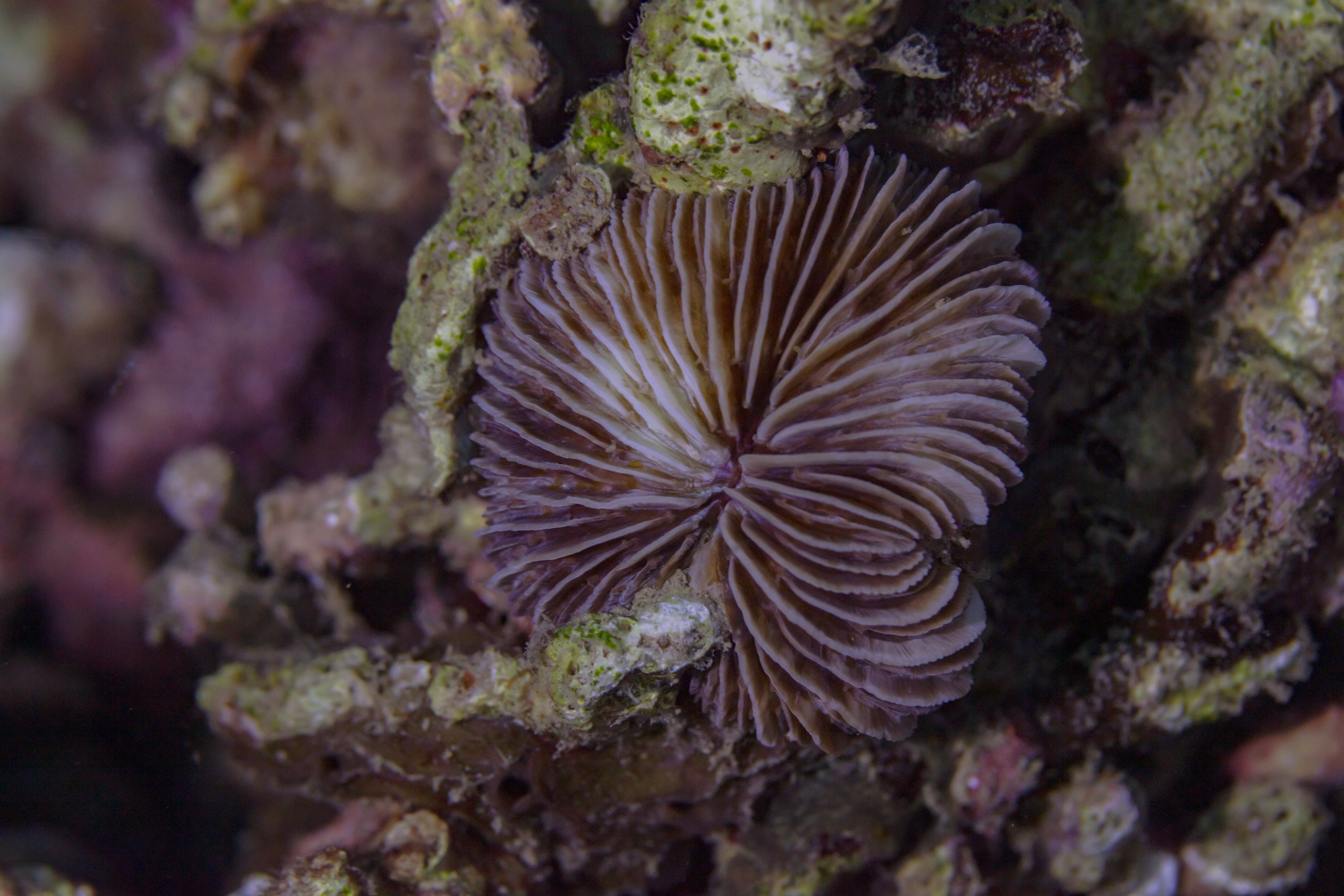